# Konkordieformeln
Konkordieformeln (latin Fo'rmula conco'rdiæ ”endräktsformeln”) är den del av Konkordieboken som skrevs sist, 1577. Här finns bland annat den luthersk-ortodoxa synen på utkorelsen (så kallad enkel predestination) formulerad.
Konkordieboken var ett resultat av de många lärostrider, som under 1500-talet uppkom i lutherska kyrkan mellan det strängt lutherska partiet och den filippistiska riktningen som lutade sig på Melanchthons ståndpunkter. Det stränga lutherska partiet gick även under benämningen gnesiolutheraner. Dessa ansåg att den filippistiska riktningen för mycket liknade andra icke-lutherska riktningars läror, bland annat nattvardsläran ansågs ligga för nära den kalvinistiska, och läran om viljans frihet och om de goda gärningarnas betydelse påminde alltför mycket om den katolska åskådningen.
Den oro och förvirring, som härav följde, och det försvagande av den lutherska protestantismens ställning gentemot katolicism och kalvinism, som splittringen medförde, gjorde det, sedan alla försök att nedtysta eller överskyla motsatserna misslyckats, nödigt att dogmatiskt närmare bestämma de omtvistade läropunkterna. För detta ändamål var i synnerhet den württembergske teologen Jacob Andreæ verksam. Sedan han under resor genom större delen av det lutherska Tyskland ivrigt underhandlat med furstar och teologer i denna fråga, framlade han 1574 ett förslag till bekännelseskrift, vilket, efter en främst av Martin Chemnitz och David Chytraeus gjord bearbetning och tillökning, fick namn av ”Schwabisk-sachsiska konkordian”.
Ett annat likaledes från Andreæs arbeten utgående bekännelseförslag framlades 1576 av de schwabiska teologerna Lucas Osiander och Balthasar Bidenbach, under namn av Maulbrounformeln (efter klostret Maulbronn i Schwaben). På föranstaltande av kurfursten August av Sachsen verkställdes ytterligare nya bearbetningar av dessa båda förslag, först i Torgau 1576 (”Torgauska boken”) och slutligen i klostret Bergen vid Magdeburg 1577, i vilket sistnämnda arbete deltog utom Andrese, Chemnitz och Chytraeus teologerna Andreas Musculus, Christopher Cornerus och Nicolaus Selnecker.
Det sålunda fullbordade verket kallades ”Bergenska boken” eller Konkordieformeln. Den kringskickades till underskrift samt antogs av de flesta och mest betydande lutherska ständerna, men blev ock på många ställen tillbakavisad. Andra tog senare tillbaka sitt erkännande.
Konkordieformeln, som först utkom på tyska 1580, sedan på latin samma år, består av tvenne delar: Epilome (”kort sammandrag”) och Solida declaratio (”grundlig förklaring”). Den förra innehåller tolv artiklar, av vilka de elva första bestå var och en av tre delar: Status controversiæ (”uppställande av tvistepunkten”), Affirmativa (lutherska kyrkans lära) och Negativa (vederläggning av andra åsikter); den tolfte innehåller blott vederläggning av åtskilliga irrläror.
I sin senare del har konkordieformeln mera karaktären av en teologisk avhandling än av en bekännelse. En särskild betydelse tillkommer konkordieformelns præfatio (”förord”) genom det klara uttryck den evangeliska skriftprincipen där fått.
Även om konkordieformeln långt ifrån lyckades åstadkomma en fullständig enighet, utan delvis t.o.m. gav anledning till nya strider, så att dess motståndare spefullt kallade den Concordantia discors (”den tvedräktiga endräkten”), bidrog den dock kraftigt till stärkande av enhetsbandet mellan de inomlutherska riktningarna och har därigenom haft en oberäknelig betydelse för lutherdomens bevarande. Å andra sidan kan ej förnekas, att den bidragit till den lutherska åskådningens stelnande i ortodoxistisk riktning. Dock kan den, ehuru naturligtvis strängt luthersk, ej sägas bära någon viss partiriktnings prägel.